# Greve agrária no Peru em 2018
A greve agrária peruana de 2018 foi uma série de protestos inicialmente pacíficos que ocorreram de 9 de janeiro a 11 de fevereiro em uma grande parte do território peruano. A greve foi realizada por médios e pequenos agricultores independentes, que exigiram que o governo declarasse o setor agrícola em estado de emergência devido a sérias deficiências na produção e no comércio, especialmente no setor de batata. Em 30 de janeiro de 2018, as manifestações se tornaram violentas e se expandiram para os departamentos que inicialmente não acataram a greve.

## Antecedentes
Desde a ascensão ao poder de Pedro Pablo Kuczynski em 2016, o Peru esteve envolvido em vários protestos de diferentes âmbitos, como os do setor de educação e saúde, as manifestações sociais do grupo Con mis hijos no te metas pela suposta ou possível implementação da «ideologia de gênero» nas escolas nacionais, ocorridas em todo o ano de 2017, as reações ao indulto ao ex-presidente Alberto Fujimori desde o início de janeiro de 2018 e paralelamente a intensificação da crise política que assola o país.
Os protestos eclodiram quando o preço nacional da batata caiu tremendamente devido aos baixos preços do mesmo tubérculo exportado do exterior por acordos e tratados de livre comércio assinados pelo Peru. Os agricultores pediram a renegociação dos acordos e reparações econômicas causadas pela perda de vendas.

## Greve
Em 9 de janeiro, a Comissão Nacional dos Produtores de Batata anunciou o início da greve com protestos silenciosos em várias cidades do planalto central do Peru. Após um acordo entre agricultores e o governo, as manifestações foram interrompidas em 25 de janeiro. Os grevistas aguardavam a chegada de representantes do governo, como a Presidente do Conselho de Ministros, Mercedes Aráoz Fernández, e o Ministro da Agricultura e Irrigação, José Arista. No dia combinado, no entanto, eles não chegaram e representantes de cada organização estadual foram enviados em seu lugar, e os grevistas anunciaram que, como resultado, a greve recomeçaria em 30 de janeiro, mas de maneira violenta.
Em 30 de janeiro, manifestantes bloquearam estradas e queimaram instalações estatais em todos os departamentos e, neste caso, duas mortes e numerosos feridos foram relatados. Em 2 de fevereiro, o órgão principal da Comissão Nacional de Produtores de Batata chegou a um acordo com o governo para suspender a greve. Essa medida foi oficializada apenas no departamento de Ayacucho e em alguns distritos de outros departamentos, porque os outros órgãos departamentais demonstram estar em desacordo com a decisão. Mais tarde no mesmo mês, Ayacucho e outros distritos de facto reiniciariam a greve por parte de uma maioria grevista que desconhece o que havia sido acordado com o governo.
Em 11 de fevereiro, o governo peruano conseguiu chegar a um acordo para comprar os produtos excedentes dos grevistas, assim, tanto os dissidentes quanto a Comissão Nacional de Produtores de Batata levantaram a greve.